# Erlangquan
L'Erlangquan (二郎拳, Pugilato di Erlang) è una scuola di arti marziali cinesi del Nord della Cina. Sovente troviamo anche il nome Erlangmen (二郎门, scuola di Erlang). Il nome è collegato ad un eroe mitologico: Erlang. È classificato come Changquan e pone molta enfasi sugli esercizi di coppia (Duilian).

## La Storia
Le prime memorie storiche di questo stile risalgono all'epoca della fine della dinastia Ming.
Durante l'epoca dell'imperatore Daoguang (道光, 1821-1851) dell'epoca della dinastia Qing un maestro di ottava generazione, Cui Litai (崔立太) era nel distretto amministrativo di Qizhou (漆洲). Un altro maestro importante è stato Wang Yushan (王玉山) alla undicesima generazione.
La voce Erlangquan dell'enciclopedia di Baidu riferisce che questo stile è diffuso a Yuncheng in Shandong ed ha avuto come insegnante più importante Chen Liantian 陈连田 (1882-1960). Le Cronache Storiche di Yunacheng (Yuncheng Xianzhi 郓城县志) raccontano che egli apprese questo stile da Liu Zhi 刘治, di Neihuangxian.
Una tradizione afferma che lo stile proverrebbe dal Tempio Shaolin del Songshan e sarebbe stato trasmesso dal monaco Buddista errante Huifeng 慧丰 a quattro persone (dai cognomi Feng 冯, Gao高, Wang王, Luo洛) dell'area di Liaocheng in Shandong. Questa tradizione è diffusa nel villaggio Gengzhuang 耿庄 dove sono famosi il maestro Geng Fuyin 耿福寅 e Zhao Xiangcun 赵相坤 (quarta generazione).

## Le sequenze
All'interno dei Taolu di Erlangquan sono importanti i principi di "Quanda simian bafang" (拳打四面八方) e i Bianhua (变化, cambiamenti).
- I Taolu a mano nuda sono: Balu Changquan (八路长拳); Wulu Duanquan (五路短拳); Shier tang Changquan (十二趟长拳); nonché Erlangquan (二郎拳);
- I Taolu con armi sono: Erlang dadao (二郎大刀); shuangqiang (双枪); Song qiang (松枪); sanjiegun jin qiang (三节棍进枪); shuangshou dai (双手带); ecc.

Nel villaggio Genzhuang i principali Taolu a mano nuda sono: (三步架子), Sibu Jiazi (四步架子), Tongshou (通手), Jiuduanshou (九段手), Ershitui (二十腿), Shilu Tantui (十路弹腿), ecc. Tra le sequenze di armi, di cui si contano 24 specie, la più rappresentativa è sanjian liangrendao (三尖两刃刀)，detta erlangdao (二郎刀).